# سياسة نقدية

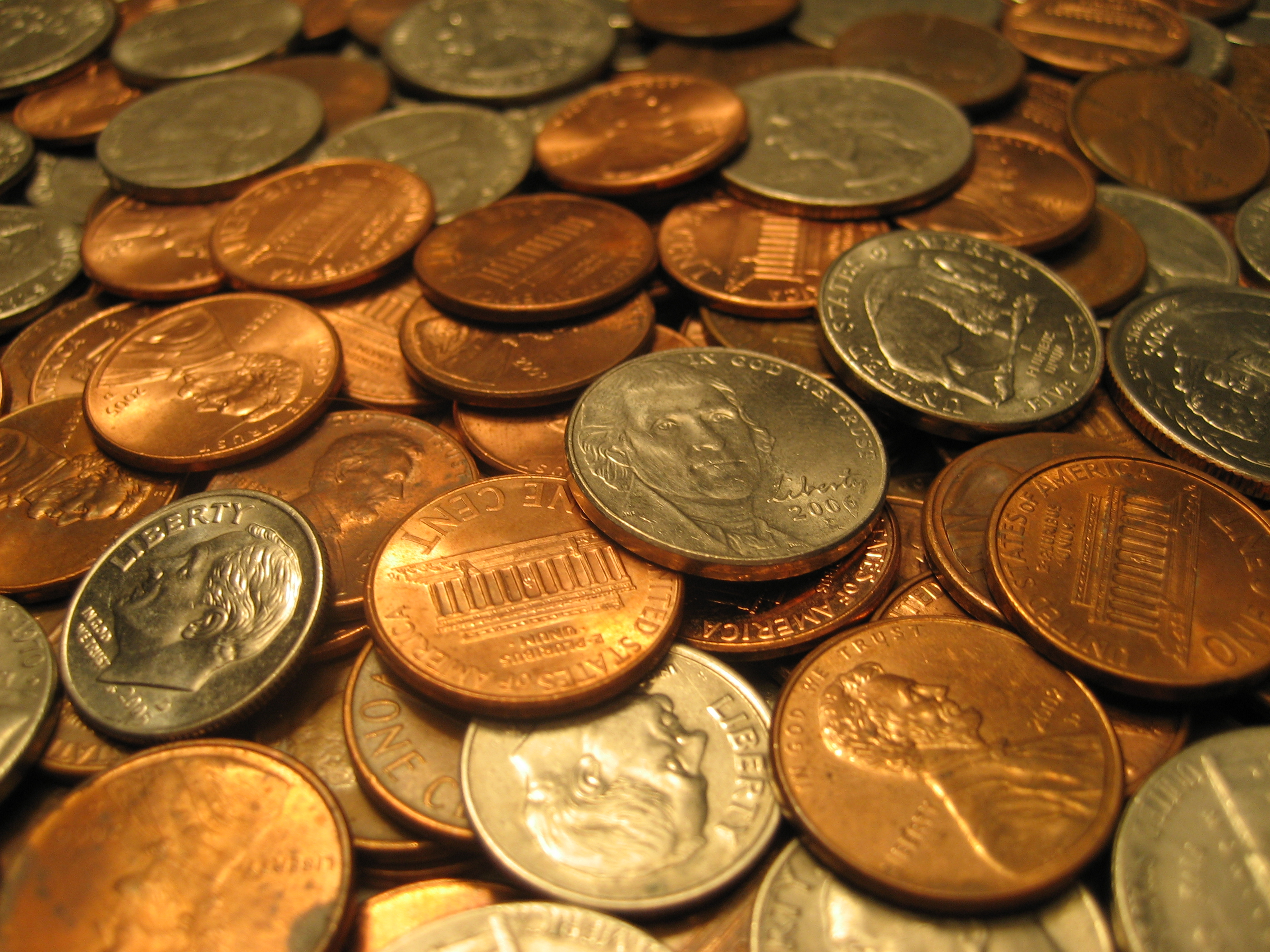

السياسة النقدية هي السياسة التي تعتمدها السلطة المالية في دولة ما للتحكم إمّا بمعدل الربح الذي يُدفع للاقتراض قصير المدى (الاقتراض بين البنوك لتحقيق حاجاتها قصيرة المدى) أو بمعروض المال، وتكون عادة محاولة لتقليل التضخم أو معدل الفائدة، لضمان استقرار الأسعار والثقة العامّة بقيمة العملة الوطنية واستقرارها.
السياسة النقدية هي تصرّف بمعروض المال أي «طبع» مزيد من المال، أو إنقاص لمعروض المال بتغيير معدلات الفائدة أو إزالة الاحتياطيات الزائدة. وهي غير السياسة المالية، التي تتعلّق بالضرائب والصرف الحكومي والدين الحكومي، وتتخذها وسائل لإدارة ظواهر دورات العمل كفترات الركود الاقتصادي.
أهداف السياسة النقدية الأبعد هي عادة الإسهام في استقرار الناتج الإجمالي المحلي وتحقيق معدلات بطالة منخفضة والحفاظ عليها، والحفاظ على معدلات صرف متوقعة بين عملة الحكومة وبقية العملات.
يقدّم الاقتصاد النقدي معلومات تساعد على صياغة السياسة النقدية الأمثل. في الدول المتطورة، تصاغ السياسة النقدية عادة باستقلال عن السياسة المالية.
وتكون السياسة النقدية إما توسيعية أو تقليصية.
السياسة التوسيعية هي حين تستعمل السلطة المالية وسائلها لتنشّط الاقتصاد. تحافظ السياسة التوسيعية على معدلات فائدة أقلّ من المعدلات المعتادة، أو تزيد المعروض الإجمالي للمال في السوق أسرع من المعتاد. تُستعمل هذه السياسة عادة لتقليل معدلات البطالة في فترات الركود بخفض معدلات الربح على أمل أن يدفع الائتمان الأرخص المشاريع إلى اقتراض مزيد من المال لتتوسع. يزيد هذا الأمر الطلب العام (الطلب الإجمالي على كل السلع والخدمات في السوق)، وهو ما يزيد النمو قصير المدى كما يظهر في نمو الناتج الإجمالي المحلي. هذه السياسة النقدية التوسعية عندما تزيد مقدار العملة في السوق، تقلل من قيمة عملتها أمام العملات الأخرى، وهو ما يمكّن المشترين الأجانب من أن يشتروا بعملاتهم أكثر مما يُشترى بالعملة الوطنية المخفّضة القيمة.
تحافظ السياسة النقدية التقليصية على معدلات فائدة أعلى من المعتاد على المدى القصير، وتبطّئ معدل نمو معروض المال، أو حتى تنقص المعروض لتبطيء النمو الاقتصادي على المدى القصير وتقليل التضخم. قد تؤدي السياسة التقليصية إلى معدلات بطالة متزايدة وإلى كساد سوق الاقتراض والاستهلاك عند المستهلكين والمنتجين، وهو ما يؤي عادة إلى ركود اقتصادي إذا طُبّق بصرامة.

## التاريخ
السياسة النقدية مرتبطة بمعدلات الفائدة وتوفّر الائتمان. من أدوات السياسة النقدية معدلات الفائدة قصيرة المدى واحتياطيات البنوك من خلال القاعدة النقدية.
على مدى قرون كثيرة، لم يكن عندنا إلا نوعان من السياسة النقدية: تغيير النقود المصكوكة أو طباعة نقود ورقية. معدلات الفائدة، وإن كانت الآن جزءًا من سلطات السياسة النقدية، لم تكن منظّمة تنظيمًا عامًّا مع بقية أشكال السياسة النقدية في ذلك الوقت. كانت السياسة النقدية تعتبر قرارًا تنفيذيًّا، تطبّقه عادة سلطة الصكّ. مع تقدم شبكات التجارة الأكبر استطعنا تعريف قيمة العملة بالذهب أو الفضة، وتحديد سعر العملة المحلية أمام العملات الأجنبية. يمكن أن يُفرَض السعر الرسمي بالقانون، وإن خالف سعر السوق.
يرجع أصل النقود الورقية إلى أوراق واعدة سُمّيت «جياوزي» في الصين في القرن السابع. لم تحلّ الجياوزي محل العملة المعدنية، بل استُخدمت إلى جانبها. كانت سلالة يوان الحاكمة أول حكومة في العالم جعلت النقود الورقية وسيطًا ماليًّا سائدًا في السوق. في أواخر عهد السلالة، عندما واجهت عجزًا كبيرًا في العملات المعدنية لتمويل الحرب والحفاظ على حكمها، بدأت تطبع المال من دون قيود، وهو ما أدى إلى التضخم المفرط.
مع تأسيس بنك إنكلترا عام 1694، الذي مُنح سلطة طباعة الأوراق المغطّاة بالذهب، بدأت فكرة أن السياسة النقدية فعل تنفيذي مستقل تترسخ. كان هدف السياسة النقدية الحفاظ على قيمة المصكوكات، وطباعة أوراق يمكن أن يُتجر بها كالمصكوكات، لمنع هذه الأخيرة من مغادرة السوق. كان تأسيس الدول الصناعية للبنوك الوطنية مرتبطًا برغبتها في الحفاظ على علاقة عملتها بنظام الذهب، وبالتجارة بنطاق عملة ضيق إلى جانب العملات الأخرى المغطاة بالذهب. لتحقيق هذا الهدف، بدأت البنوك الوطنية بوصفها جزءًا من نظام الذهب تضع معدلات فائدة تقتطعها من المقترضين منها ومن البنوك الأخرى التي كانت تطلب المال من أجل السيولة. كانت البنوك تغيّر معدلات الفائدة كل شهر تقريبًا لتحافظ على نظام الذهب.
نظام الذهب هو نظام يكون فيه ثمن العملة الوطنية ثابتًا أمام قيمة الذهب، ويُحافظ عليه بوعد من الحكومة ببيع الذهب وشرائه بثمن ثابت أمام العملة الوطنية. يُمكن أن يوصف نظام الذهب بأنه حالة خاصة من سياسة «معدل الصرف الثابت»، أو نوعًا خاصًّا من استهداف مستوى ثمن سلعة ما.
اليوم، لم تعد هذه السياسات النقدية مستعملة في أي دولة.
في فترة 1870–1920، بدأت الدول الصناعية تؤسس أنظمة بنوك مركزية، كان من آخرها الاحتياطي الفدرالي عام 1913. هنا كان دور المصرف المركزي بوصفه «الملجأ الأخير للإقراض» قد ترسّخ. وزاد فهم أن معدلات الفائدة لها أثر على الاقتصاد كله، ويعود الفضل جزئيًّا بهذا إلى نمو ثورة الهامشية في الاقتصاد، التي أظهرت أن الناس يغيرون قراراتهم حسب التغيرات في التنازلات الاقتصادية.
لقد أكّد الاقتصاديون النقديون طويلًا على أن نمو معروض المال يؤثر على الاقتصاد الكلي. من هؤلاء ملتون فريدمان الذي دافع في بواكير عمله عن تمويل عجز الحكومة في فترات الركود بإنشاء مقادير مساوية من المال بهدف تنشيط الطلب الإجمالي على الإنتاج. بعد ذلك دافع عن زيادة المعروض المالي بمعدل منخفض ثابت، وكان يعتقد أن هذه أفضل طريقة للحفاظ على تضخم منخفض وعلى نمو مستقر في الإنتاج. ولكن، عندما جرّب رئيس الاحتياطي الفدرالي بول فولكر سياسته، بدءًا من أكتوبر 1979، وجدها غير عملية، بسبب العلاقة عير المستقرة بين المجاميع النقدية والمتغيرات الاقتصادية الكلية الأخرى. وقد أقرّ فريدمان بعد ذلك أن توسيع معروض المال مباشرة أقل نجاحًا مما توقّع.
لذا، تعتمد القرارات النقدية حاليًّا على طيف أوسع من العوامل، منها:
- معدلات الفائدة قصيرة المدى
- معدلات الفائدة طويلة المدى
- سرعة المال في السوق
- معدلات الصرف
- جودة الائتمان
- السندات والحصص (الديون والأملاك في الشركات)
- الصرف والتوفير في القطاع العام أمامه في القطاع الخاص
- تدفقات رؤوس الأموال العالمية بمقادير كبيرة
- المشتقات المالية كالخيارات والمبادلات والعقود المستقبلية.

## أدوات السياسة النقدية
أدوات السياسة النقدية الأساسية المتوفرة للبنوك المركزية هي: العمل في السوق المفتوح، متطلبات الاحتياطي البنكي، سياسة معدل الفائدة، إعادة الإقراض وإعادة الاقتطاع (وتشمل استعمال مصطلح سوق إعادة الشراء)، وسياسة الائتمان (التي تنسّق عادة مع سياسة التجارة). مع أهمية كفاءة رؤوس الأموال، فإن بنك التسويات الدولية يعرّفها ويقننها، والبنوك المركزية بالعموم لا تطبق قوانين أكثر صرامة.

### أدوات تقليدية
يؤثر البنك المركزي في معدلات الفائدة بتوسيع أو تقليص القاعدة القاعدة النقدية، التي تتألّف من العملة التي في السوق واحتياطات البنوك لودائعها في البنك المركزي. للبنوك المركزية ثلاثة أساليب أساسية في السياسة النقدية: عمليات السوق المفتوح، ومعدلات الاقتطاع ومتطلبات الاحتياطي.

## أهداف السياسة النقدية

### الأهداف النهائية العامة
- استقرار الأسعار أو تضخم معتدل اقتصاديا واجتماعياً.
- تحقيق الاستقرار النقدي والاقتصادي : إذ من الضروري أن تسعى السياسة النقدية إلى تكييف عرض النقود مع مستوى النشاط الاقتصادي.
- توازن ميزان المدفوعات.
- مستوى مناسب من الإنتاج والاستخدام وتحقيق التوظيف الكامل.

### الأهداف الوسيطة أو العملياتية
وهي المتحولات النقدية التي يمكن من خلال رقابتها والتأثير عليها تحقيق الأهداف العامة.
ويوجد جدل كبير بين المدرسة الكنزية والمدرسة النقدية (فريدمان) مما يضع السلطات النقدية أمام خيار صعب بين بديلين من الأهداف الوسيطة:
- معدلات الفائدة (المدرسة الكنزية).
- الكتلة النقدية (المدرسة النقدية).

### سعر الصرف
فمنذ سقوط نظام الصرف الثابت بعد انهيار اتفاقية بريتون وودز أصبح الدفاع عن القيمة الخارجية للنقد الوطني واحداً من أهداف السياسة النقدية للمصارف المركزية.

## أدوات السياسة النقدية

### أدوات تدخل عامة
- عمليات السوق المفتوحة (سياسة التدخل في الأسواق النقدية):

يتم فيها التعامل خارج البنك المركزي أي في السوق.فيقوم المصرف المركزي ببيع وشراء الأوراق المالية،فيستطيع بذلك التدخل في أن يؤثر بحجم السيولة المصرفية وببنيتها وبالكتلة النقدية وبمعدلات الفائدة في السوق المالية...
- سياسة الاحتياطيات الإلزامية:

يمثل الاحتياطي القانوني هو نسبة من الاحتياطي النقدي التي يجب على البنوك التجارية أن تحتفظ بها لدى البنك المركزي من حجم الودائع.

ففي أوقات التضخم يقوم البنك المركزي برفع نسبة الاحتياطي القانوني فتقل سيولة البنوك التجارية، فتنخفض قدرتها على الإقراض.
وفي حالة الركود الاقتصادي يقوم البنك المركزي بتخفيض هذه النسبة وبالتالي تزيد قدرة هذا الأخير على خلق الائتمان.

### السياسة التدخلية المباشرة
- الأدوات النوعية الانتقائية:

وهي لا تهدف إلى الرقابة على كمية الائتمان بل على توجيه أنواع الائتمان إلى تحقيق نتائج اقتصادية مرغوب فيها من قبل الدولة مثل تشجيع بعض القطاعات التي توليها الأولوية.مثل اتجاه السلطات النقدية إلى التأثير على توزيع القروض في اتجاه القطاعات الأكثر حيوية، أو تحديد معدلات فائدة متمايزة.
- تأطير الائتمان : وهو إجراء تنظيمي تقوم بموجبه السلطات النقدية بتحديد سقوف القروض.